# John Hely-Hutchinson (1724-1794)
John Hely plus tard, Hely-Hutchinson (1724 - 4 septembre 1794) est un avocat irlandais, homme d'État et prévôt du Trinity College de Dublin.

## Biographie

### Jeunesse
Il est né à Gortroe, Mallow, fils de Francis Hely, un gentleman du comté de Cork, fait ses études au Trinity College de Dublin (BA 1744), et est admis au barreau irlandais en 1748. Il prend le nom supplémentaire de Hutchinson lors de son mariage en 1751 avec Christiana Nixon, héritière de son oncle, Richard Hutchinson.

### Carrière
Il est élu membre de la Chambre des communes irlandaise pour l'arrondissement de Lanesborough en 1759, mais de 1761 à 1790, il représente la ville de Cork. Il s'est d'abord attaché au parti patriotique en opposition au gouvernement, et bien qu'il ait ensuite rejoint l'administration, il n'a jamais abandonné son plaidoyer en faveur des mesures populaires.
C'est à cette époque qu'Hely-Hutchinson vend Frescati House à Blackrock, dans le comté de Dublin, aujourd'hui le site du centre commercial de Frescati.
C'est un homme aux capacités brillantes et polyvalentes, que George Townshend, le Lord Lieutenant, décrit comme de loin l'homme le plus puissant du Parlement. William Gerard Hamilton dit de lui que l'Irlande n'a jamais élevé un homme plus capable, ni aucun pays un homme plus honnête.
Après une ou deux sessions au Parlement, il est nommé conseiller privé et premier sergent-conseil ; et à partir de ce moment il devient un soutien invariable au gouvernement. En 1767, le ministère envisage une augmentation de l'effectif de l'armée en Irlande de 12 000 à 15 000 hommes, mais le projet de loi d'augmentation rencontre une vive opposition, non seulement de la part de Flood, Ponsonby et des opposants habituels au gouvernement, mais aussi des propriétaires terriens, sur lesquels le gouvernement comptait jusqu'à présent pour obtenir la majorité à la Chambre des communes.
Il est donc devenu nécessaire que Lord Townshend se tourne vers d'autres méthodes pour obtenir du soutien. Au début de 1768, une loi anglaise est votée pour le renforcement de l'armée et un message du roi énonçant la nécessité de la mesure est déposé devant la Chambre des communes de Dublin. Une adresse favorable à la politique gouvernementale est rejetée; et Hely-Hutchinson, en collaboration avec le speaker et le procureur général, ont fait tout leur possible, tant en public qu'en privé, pour faire obstacle au projet de loi. Le Parlement est dissous en mai 1768 et le Lord lieutenant entreprend d'acheter ou d'obtenir une majorité au sein du nouveau parlement. Des pairies, des pensions et des places sont généreusement accordées à ceux dont le soutien pouvait ainsi être assuré. Hely-Hutchinson est convaincu par la concession que l'armée irlandaise devrait être établie par l'autorité d'une loi irlandaise au lieu d'une loi anglaise.
Le projet de loi d'augmentation est adopté à la session de 1769 par une large majorité. Le soutien de Hely-Hutchinson a été si précieux qu'il reçoit en récompense un ajout de 1000 £ par an au salaire de sa sinécure d'Alnager, une commission de major dans un régiment de cavalerie et une promesse du Secrétariat d'État. Il est à cette époque l'un des plus brillants débatteurs du Parlement irlandais, et il jouit d'une pratique extrêmement lucrative au barreau. Ce revenu, cependant, avec sa sinécure bien rémunérée et sa place de sergent principal, il obtient en 1774, pour devenir prévôt du Trinity College, de changer la loi exigeant que le prévôt soit dans les ordres sacrés.
Hely-Hutchinson n'est nullement qualifié pour ce poste universitaire, et sa nomination pour des raisons purement politiques est très critiquée. Sa conduite en utilisant sa position de prévôt pour assurer la représentation parlementaire de l'université pour son fils aîné l'a mis en conflit avec Duigenan, qui l'a attaqué à Lacrymae academicae et l'a impliqué dans un duel avec un M. Doyle; tandis qu'une tentative semblable au nom de son deuxième fils en 1790 l'a conduit à être accusé devant un comité restreint de la Chambre des communes d'irrégularité en tant que directeur du scrutin. Mais Hely-Hutchinson se révèle un prévôt efficace, procurant des avantages matériels au Trinity College.
Il continue à occuper une place de premier plan au Parlement, où il plaide pour le libre-échange, le soulagement des catholiques de la législation pénale et la réforme du Parlement. Il est l'un des tout premiers politiciens à reconnaître la solidité des opinions d'Adam Smith sur le commerce; et il cite la richesse des nations, adoptant certains de ses principes, dans ses restrictions commerciales de l'Irlande, publié en 1779, que William Edward Hartpole Lecky prononce l'un des meilleurs exemplaires de la littérature politique produite en Irlande dans la seconde moitié du XVIIIe siècle.
La même année, la situation économique de l'Irlande étant la cause d'une grande inquiétude, le gouvernement sollicite plusieurs politiciens de premier plan pour avoir leur opinion sur l'état du pays avec des suggestions de remède. La réponse de Hely-Hutchinson, dont le manuscrit est au Public Record Office, montre des traces claires de l'influence d'Adam Smith. Les restrictions commerciales, condamnées par les autorités comme séditieuses, ont permis de restaurer la popularité de Hely-Hutchinson qui a été endommagée par sa cupidité.
En 1777, Hely-Hutchinson est devenu secrétaire d'État. Lorsque Henry Grattan, en 1782, propose au roi une adresse contenant une déclaration d'indépendance législative irlandaise, Hely-Hutchinson appuie la motion du procureur général reportant la question, mais le 16 avril, après la pause de Pâques, il a lu un message du Lord Lieutenant, le duc de Portland, donnant la permission pour la Chambre de prendre la question en considération. Hely-Hutchinson soutient l'opposition sur la question de la régence en 1788, et l'un de ses derniers votes à la Chambre est en faveur de la réforme parlementaire. En 1790, il échange la circonscription de Cork contre celle de Taghmon, dans le comté de Wexford, dont il reste député jusqu'à sa mort à Buxton, Derbyshire, le 4 septembre 1794.
En mars 1794, il est élu membre de la Royal Society.

## Famille
En 1785, sa femme Christiana est créée baronne Donoughmore et à sa mort en 1788, son fils aîné Richard (1756–1825) hérite du titre. Richard, ardent défenseur de l'émancipation catholique, est créé vicomte Donoughmore en 1797, et en 1800 (ayant voté pour l'Union, dans l'espoir d'obtenir l'émancipation catholique du parlement unifié), il est ensuite créé comte de Donoughmore de Knocklofty, Son frère John Hely-Hutchinson (1757–1832) puis son neveu John, 3e comte (1787–1851) et son petit-neveu Richard (1823-1866), lui succèdent. Il a aussi pour arrière-petit-fils Hely Hutchinson Almond (1832-1903), directeur de l'école Loretto et premier arbitre international de rugby, ayant officié lors du match Écosse - Angleterre de 1871.